# Gail Wolkowicz
Gail Susan Kohl Wolkowicz, née en 1950, est une mathématicienne canadienne, spécialisée en équations différentielles, en systèmes dynamiques et en biomathématique. Elle est professeure de mathématiques et de statistique à l'Université McMaster. Elle est connue, entre autres contributions, pour sa preuve que le principe d’exclusion concurrentielle s’applique à la concurrence entre espèces dans le chémostat.

## Formation et carrière
Après avoir obtenu un baccalauréat et une maîtrise à l'Université McGill. Wolkowicz a terminé son doctorat en 1984 à l'Université de l'Alberta sous la supervision de Geoffrey J. Butler, avec une thèse intitulée « An Analysis of Mathematical Models Related to the Chemostat ». Après des études postdoctorales à l'Université Emory et l'Université Brown, elle rejoint la faculté McMaster en 1986. 

## Prix et distinctions
Wolkowicz a remporté le prix Krieger-Nelson en 2014. L'un de ses articles, intitulé « Mathematical model of anaerobic digestion in a chemostat: effects of syntrophy and inhibition » ("Modèle mathématique de la digestion anaérobie dans un chemostat : effets de la syntrophie et de l'inhibition"), co-rédigé avec Marion Weedermann et Gunog Seo, a remporté le Prix biennal Lord Robert May du meilleur article du Journal of Biological Dynamics, dans lequel il a été publié.